# Superammasso di Perseo-Pesci
Il superammasso di Perseo-Pesci (SCl 40) (in inglese Perseus-Pisces Supercluster) (o catalogato anche come [EET94] SCG 20) è un superammasso di galassie ed una delle più grandi strutture dell'Universo osservabile.
Si trova ad una distanza di 250 milioni di anni luce dalla Terra e si estende per circa 40° nel cielo invernale.

Il superammasso di Perseo-Pesci è una delle due dominanti concentrazioni di galassie nell'Universo intorno alla nostra galassia (nel raggio di 300 milioni di anni luce). Il superammasso è posizionato dal lato opposto del Superammasso della Vergine e lungo il piano galattico della Via Lattea. Confina con il Vuoto del Toro, una grande regione di spazio pressoché vuota in cui sono presenti pochissime e isolate galassie, del diametro di circa 100 milioni di anni luce.
I principali ammassi di galassie del superammasso di Perseo-Pesci sono: Abell 262, Abell 347 e Abell 426.
| Nome      | R.A. (J2000)  | Dec (J2000)  | Numero galassie | Redshift (z) | Distanza (milioni di anni luce) | Nomi alternativi                             |
| --------- | ------------- | ------------ | --------------- | ------------ | ------------------------------- | -------------------------------------------- |
| Abell 262 | 01h 52m 46.8s | +36° 09′ 05″ | 105             | 0,01742      | 219                             | LGG 037, ZwCl 0150.8+3615, MCXC J0152.7+3609 |
| Abell 347 | 02h 25m 50.9s | +41° 52′ 30″ | 32              | 0,0184       | 234                             | ZwCl 539-1, ClG 0222.7+4139                  |
| Abell 426 | 03h 19m 47.2s | +41° 30′ 47″ | 190             | 0,0179       | 230                             | Ammasso di Perseo, ClG 0315.3+4121           |

## Galleria d'immagini

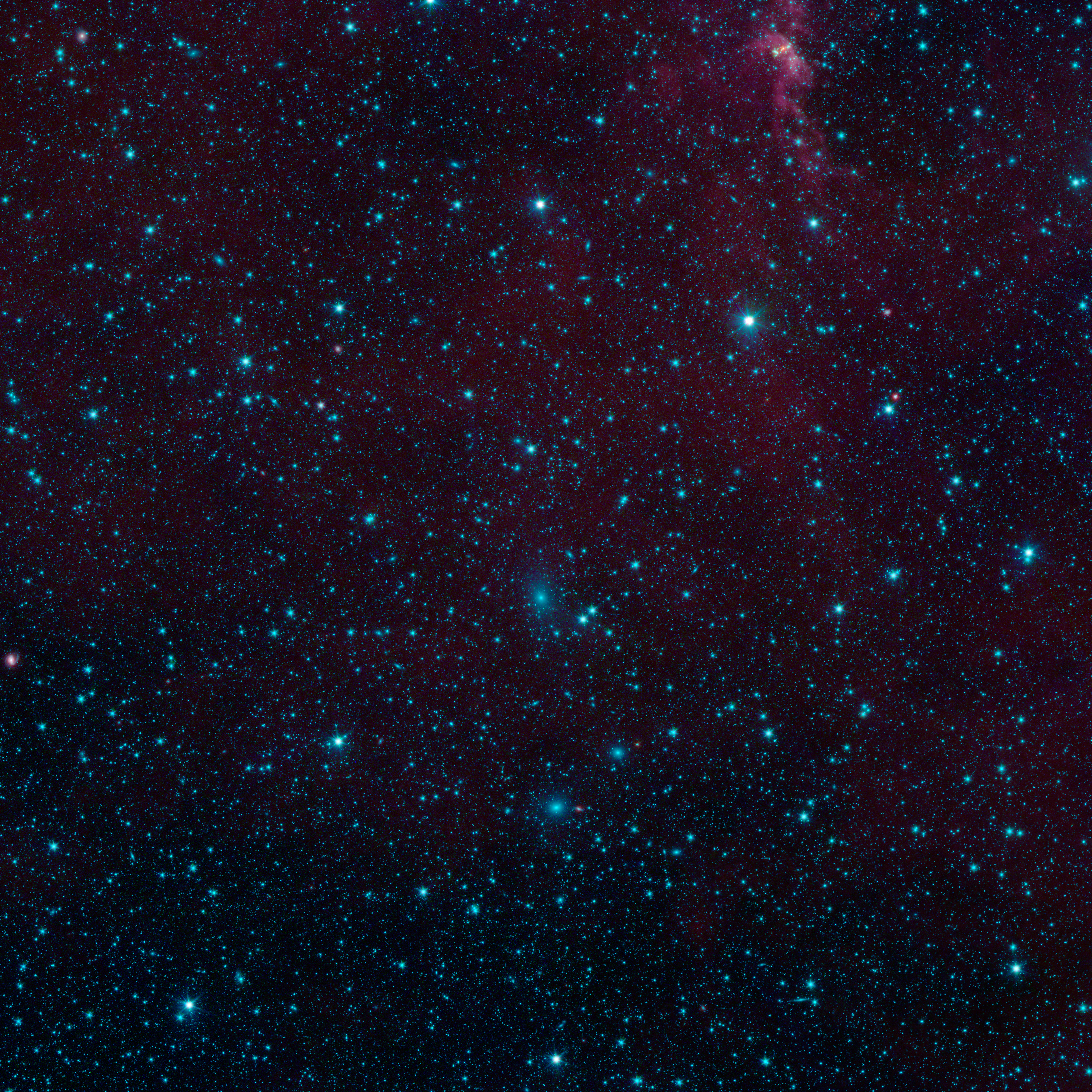
Circa 200 galassie facenti parte del superammasso di Perseo-Pesci (Spitzer)
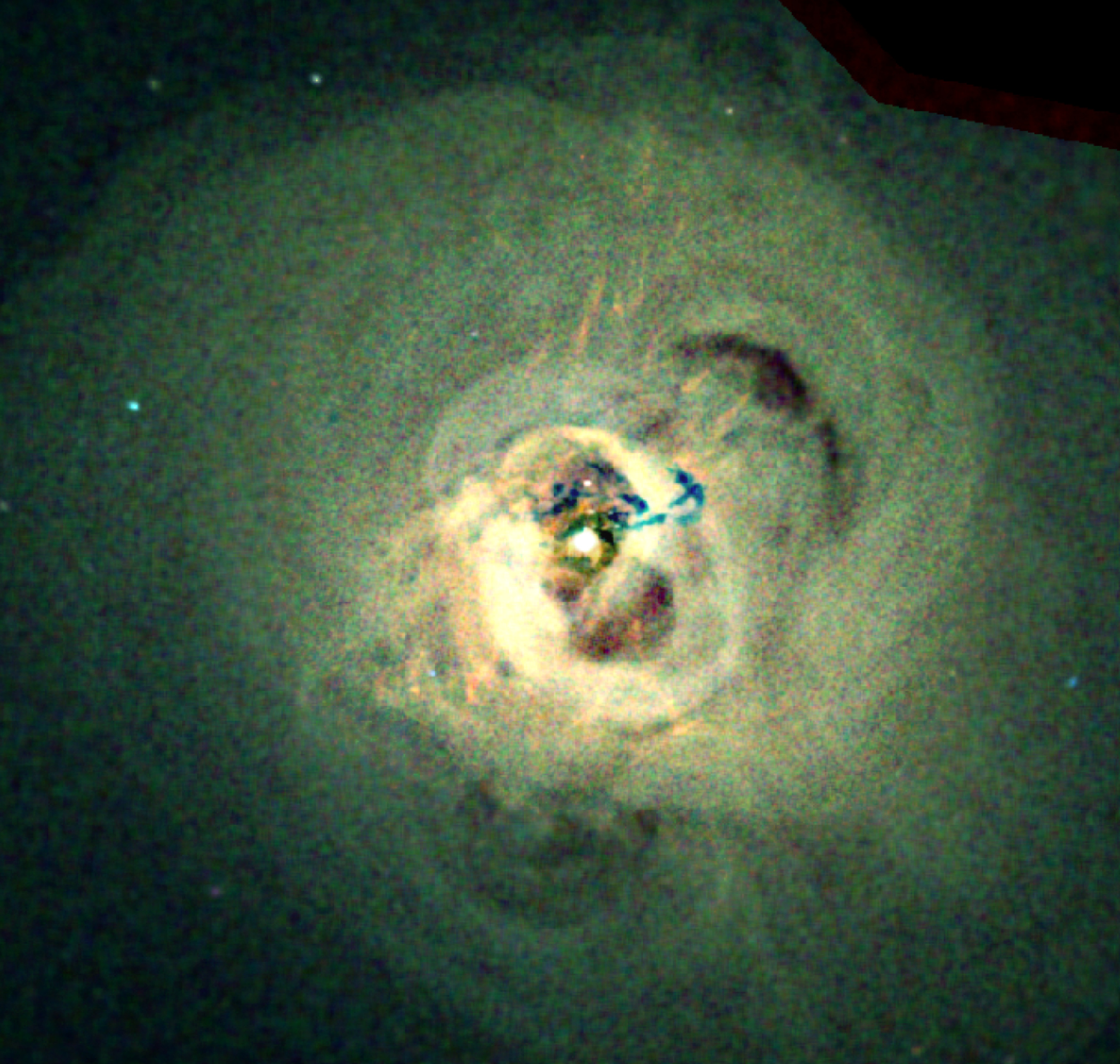
Immagine di Abell 426